# Castell d'Imabari
El castell Imabari (今 治 城, Imabari-jō) és un castell japonès a Imabari, Ehime, Japó. Aquest castell és conegut com un dels tres Mizujiro, o "Castells al mar", al Japó, juntament amb el castell Takamatsu a la prefectura de Kagawa i el castell Nakatsu a la prefectura d'Ōita.

## Història
Aquest castell va ser construït per Tōdō Takatora, un dàimio local. Va recollir coneixements i tècniques superiors per construir castells des del 1602 fins al 1604 per construir el seu propi. El castell principal original que governava la zona era el castell Kokufu situat al cim del mont Karako. Tot i això, Takatora va pensar que el castell Kokufu no es trobava en el millor lloc per governar la zona, de manera que va abolir l'antic castell i en va fer un de nou, el castell Imabari.
El 1635, aquest castell i el domini Imabari fou succeït per Matsudaira Sadafusa, que és nebot de Tokugawa Ieyasu. Després d'això, ell i els seus descendents van governar allà durant el període Edo.

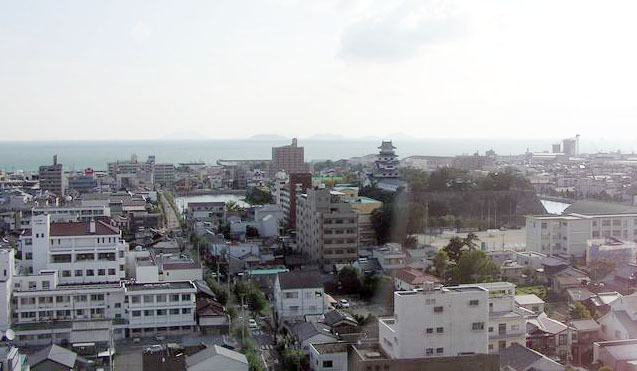
Fotografia del castell al mig de la ciutat.

Per ordre del govern Meiji, tots els edificis associats al castell van ser destruïts. I la propietat de la terra es va vendre al santuari xintoista local. El 1980, el govern de la ciutat Imabari va construir la nova torre de donjon al castell.

## Característiques
El castell Imabari presenta un vast fossat d'aigua de mar, un alt mur de pedra i un estil rar de porta principal. El fossat fa una longitud mitjana de 60 metres i està destinat a neutralitzar les fletxes. Gairebé totes les parts de l'alt mur de pedra no han canviat des del període Edo. La porta principal (鉄 御 門, Kurogane-gomon), està xapada en ferro i flanquejada per torretes.

## Estat de la restauració
El castell Imabari només s'ha mantingut intacte pel que fa a les parets i el fossat. La resta d'edificis són reconstruccions, principalment fabricades amb formigó. El tenshu, en particular, és una construcció moderna de formigó, que només imita l'aspecte exterior de l'original. L'interior és modern i no és representatiu del disseny original. Acull diverses exposicions sobre armes, armadures, escrits i fotografia de castells. La seva planta superior serveix de mirador sobre la ciutat. El tenshu també alberga el museu de ciències naturals de la ciutat.
Les torretes Kurogane-gomon i Bugu-yagura també s'han reconstruït amb un interior i una petita exposició que inclou una maqueta i diversos vídeos que expliquen la seva funció i la història del castell. Altres edificis inclouen les torretes Yamazato-yagura i Okane-yagura, que alberguen el museu de l'antiguitat i el museu d'art local.